# Finska Notisbyrån
Finska notisbyrån (FNB), på finska Suomen tietotoimisto (STT), är en finländsk nyhetsbyrå. Den var tvåspråkig, hade 130 anställda och ägdes av 38 företag i mediebranschen 2011. Nästan alla finländska nyhetsmedier var kunder hos FNB. Efter att Rundradion och de svenskspråkiga medierna drog sig ur blev nyhetsbyrån 2017 enspråkigt finsk.
Nyhetsbyrån anser sig inte vara en opinionsbildare, utan strävar efter att presentera nyheterna neutralt. Denna strävan ledde till att FNB:s radionyheter, sända på Rundradions kanaler, upplevdes som torrare men mer tillförlitliga än Rundradions egna nyheter.

## Historia
Finska notisbyråns föregångare Finska Telegrambyrån grundades 1887 av Woldemar Westzynthius, med andra europeiska notisbyråer som förebild. Han sålde verksamheten till Uno Wasastjerna 1894. 1902, under förryskningstiden, lades telegrambyrån ner då den brutit med telegrambyrån i Sankt Petersburg. Wasastjerna köpte då den några år tidigare grundade Suomen Uutistoimisto ("Finlands nyhetsbyrå") och fortsatte verksamheten inom ramen för den.
På 1910-talet fanns det tre nyhetsbyråer i Finland, vid sidan av Suomen Uutistoimisto Sanomalehtien tietotoimisto ("Tidningarnas notisbyrå") och Itä-Suomen Uutistoimisto ("Östra Finlands nyhetsbyrå"). Finska notisbyrån grundades 1915 genom sammanslagning av de två förstnämnda. Notisbyrån hade tidigare ägts av privatpersoner men genom nyarrangemang kom nyhetsbyrån att kontrolleras av fyra stora tidningshus.
Ryska revolutionen och inbördeskriget försvårade verksamheten, som lades ner en tid. Verksamheten fortsatte våren 1918 och byrån inledde ett tätt samarbete med staten och kom att fungera som statsledningens språkrör. En kort tid fanns en skild Finlands officiella nyhetsbyrå, men denna lades ner. Snart var Finska notisbyrån utan allvarliga konkurrenter. Trots detta, ett statsbidrag och en ensamrätt på statsrådets nyheter var notisbyråns ekonomi ansträngd.
Då Rundradion inledde sin verksamhet 1926 fick Finska notisbyrån sköta radions nyhetsverksamhet. Notisbyrån hade då också annars ställning som en halvofficiell nyhetsbyrå. 1965 inledde radion egen nyhetsverksamhet, men också notisbyråns nyheter fanns kvar till 2000-talet. Avtalet mellan notisbyrån och Rundradion sades upp 2006.
Efter har varit verksam i 130 år, lades den svenskspråkiga redaktionen ner 31.12.2017, och Finska notisbyrån är därefter enspråkigt finskspråkig.
De svenskspråkiga medierna grundade Svensk Presstjänst Ab, som upprätthåller Nyhetsbyrån SPT.